# Mariano Frúmboli
Mariano Chicho Frúmboli (nacido el 21 de septiembre de 1970, Buenos Aires, Argentina) es un bailarín argentino de Tango argentino. Es considerado uno de los fundadores del tango nuevo, y es bien conocido por su musicalidad y creatividad improvisando.

## Primeros pasos
Su padre fue profesor de bellas artes y estudió guitarra. En 1984, con trece años, comenzó a estudiar música. Se formó en la escuela de música David Lebón de Buenos Aires como batería.
De 1989 a 1998 estudió teatro en Buenos Aires con Cristina Banegas.

## Carrera
Empezó a bailar tango en 1993 con Victoria Vieyra y luego con Teté. Victoria lo llevó al grupo de práctica de Gustavo Naveira y Fabián Salas.
En 1997 hizo de extra en La lección de tango.
Su primera pareja fue con una bailarina llamada Laura. Poco después, en 1999, comenzó a actuar con Lucía Mazer con la cual estuvo trabajando durante cuatro años. El considera este periodo como el más creativo de su carrera. Después de romper y terminar esta intensa relación personal y profesional con Lucia hizo pareja con Eugenia Parrilla de 2003 a 2006. En una entrevista Chicho se refiere a esta época como sus "años más artísticos". Actualmente gira e interpreta con Juana Sepúlveda.
Ha actuado en directo con numerosas orquestas de tango e incluso grupos de neotango como Gotan Project, Tanghetto y Narcotango.

## Filmografía seleccionada
- Tango libre (2012)
- ((fermin, glorias de tango)) (2015)

## Enlaces

### Videoclips
- Tango Ritual (2007)
- Tango Arte (2003)

### Con sus respectivas parejas
- Con Lucía Mazer
- Con Eugenia Parilla
- Con Juana Sepúlveda

### Otros
- Venice Review. Crítica del film Tango Libre.

## Entrevistas
- El Tangauta. Número 182, diciembre de 2009. "Entrevista, mano a mano con Milena Plebs" (2009)
- Argentine Tango. Dance Research Centre. Entrevista a Mariano 'Chicho' Frumboli" (2008)
- Tango Revolution. Video entrevista con Juana Sepúlveda (2011)
- 2xTango. Mariano 'Chicho' Frúmboli... Tengo una pregunta para vos. Parte 1, parte 2, parte 3 (2011)